# Cúllar
Cúllar település Spanyolországban, Granada tartományban. Cúllar Baza, Benamaurel, Castilléjar, Galera, Orce, Chirivel, Oria, Lúcar, Tíjola, Serón és Caniles községekkel határos. Lakosainak száma 3936 fő (2024).

## Népesség
A település népessége az elmúlt években az alábbi módon változott:
| Lakosok száma | 4813 | 4836 | 4898 | 4766 | 4653 | 4500 | 4296 | 4129 | 4079 | 3936 |
|               | 2001 | 2004 | 2006 | 2009 | 2011 | 2014 | 2016 | 2019 | 2021 | 2024 |